# Sveta Helena
Sveta Helena, izvirno Flavia Julia Helena Augusta, znana tudi kot Helena Konstantinopelska, žena cesarja Konstancija Klora in mati Konstantina I. Velikega, * med 248 in 250, Drepanum v Bitiniji, † verjetno 18. avgust 330, Nikomedija (danes Izmit).

## Življenje
Helena je bila mati Konstantina Velikega, tistega rimskega cesarja, ki je prenehal preganjati kristjane in z Milanskim ediktom priznal krščanstvo kot enakopravno religijo. 
Cesarjeva mati je bila hčerka gostilničarja. Bila je zelo lepa in imela dober karakter. Poročila se je z rimskim oficirjem Konstancijem Klorom in v letih 272 in 280 se jima je rodil sin Konstantin. Konstancij je zapustil Heleno in se poročil s pastorko cesarja Maksimijana. Cesar ga je posvojil in 293. leta postavil za podcesarja. Ker je imela Helena nižje statusno poreklo, jo je moral odsloviti. 
Ko je bil Helenin sin Konstatin 306 leta oklican za cesarja, je vzel mater k sebi in ji dal vse časti. Leta 312 se je dala celo od njega krstiti. Nato se je vneto trudila za širitev krščanstva. Razvijala je dobrodelne ustanove. 
Cesarica Helena - borka za krščanstvo, je umrla sedem let pred sinom cesarjem Konstantinom Velikim 18. avgusta 330.

## Gradnja krščanskih bazilik
Sveta Helena si je zelo prizadevala za označevanje krajev, ki so povezani s krščansko vero v Sveti deželi. S podporo sina je dala postaviti številne cerkve, med drugimi Baziliko na Oljski gori. Njej v prid se prišteva tudi bazilika Svetega križa, ena od sedmih romarskih cerkva v Rimu. Tu je shranjen Kristusov križ, ki so ga na njeno pobudo iskali in tudi našli. Danes se nahajajo tu samo še trije večji koščki svetega križa. Tu so tudi najdeni deli trnove krone in žebelj, ki bi naj izvirali iz Krisusovega križa. Dala je zgraditi tudi baziliko „Eleona“ na Oljski gori ter Baziliko Božjega groba v Jeruzalemu.

## Češčenje
Je zavetnica mest Frankfurt, Pesaro in Ascoli, škofij Trier, Bamger in Basel, barvarjev in iglarjev, rudnikov, zakladnikov, proti streli in ognju, pri iskanju izgubljenih predmetov, pri razkrivanju tatvin.
Na Vzhodu je največkrat upodobljena skupaj s svojim sinom, oba imata na glavi vence. Na zahodu pa jo upodabljajo s cesarsko krono, z modelom cerkve v roki, nesočo križ in žeblje. V izročilu jo imenujejo tudi Helena Križarica, ker je sodelovala pri najdenju svetega križa na Kalvariji.